# Liste der Biografien/Kord
Liste der Biografien |
Portal Biografien |
Personensuche
# |
A |
B |
C |
D |
E |
F |
G |
H |
I |
J |
K |
L |
M |
N |
O |
P |
Q |
R |
S |
T |
U |
V |
W |
X |
Y |
Z |
?
 
Ka |
Kb |
Kc |
Kd |
Ke |
Kf |
Kg |
Kh |
Ki |
Kj |
Kl |
Km |
Kn |
Ko |
Kp |
Kr |
Ks |
Kt |
Ku |
Kv |
Kw |
Ky |
Kx |
Kz
 
Koa |
Kob |
Koc |
Kod |
Koe |
Kof |
Kog |
Koh |
Koi |
Koj |
Kok |
Kol |
Kom |
Kon |
Koo |
Kop |
Kor |
Kos |
Kot |
Kou |
Kov |
Kow |
Kox |
Koy |
Koz
 
Kora |
Korb |
Korc |
Kord |
Kore |
Korf |
Korg |
Korh |
Kori |
Korj |
Kork |
Korl |
Korm |
Korn |
Koro |
Korp |
Korr |
Kors |
Kort |
Koru |
Korv |
Korw |
Kory |
Korz
Die Liste der Biografien führt alle Personen auf, die in der deutschsprachigen Wikipedia einen Artikel haben. Dieses ist eine Teilliste mit 72 Einträgen von Personen, deren Namen mit den Buchstaben „Kord“ beginnt.

## Kord
- Kord Afshari, Saba, iranische Menschenrechtsaktivistin

### Korda
- Korda, Alberto (1928–2001), kubanischer Fotograf
- Korda, Alexander (1893–1956), ungarisch-britischer Filmproduzent und Filmregisseur
- Korda, Chris (* 1962), US-amerikanischer Gender-Aktivist, Musiker und Softwareentwickler; Gründer und Anführer der Church of Euthanasia
- Korda, Dezső (1864–1919), ungarischer Erfinder
- Korda, Luis (1912–1985), kubanischer Fotograf
- Korda, Michael (* 1933), britischer Schriftsteller und Verleger
- Korda, Mychajlo (* 1965), ukrainischer Hochschullehrer
- Korda, Nelly (* 1998), US-amerikanische GolferinNelly Korda (* 1998)

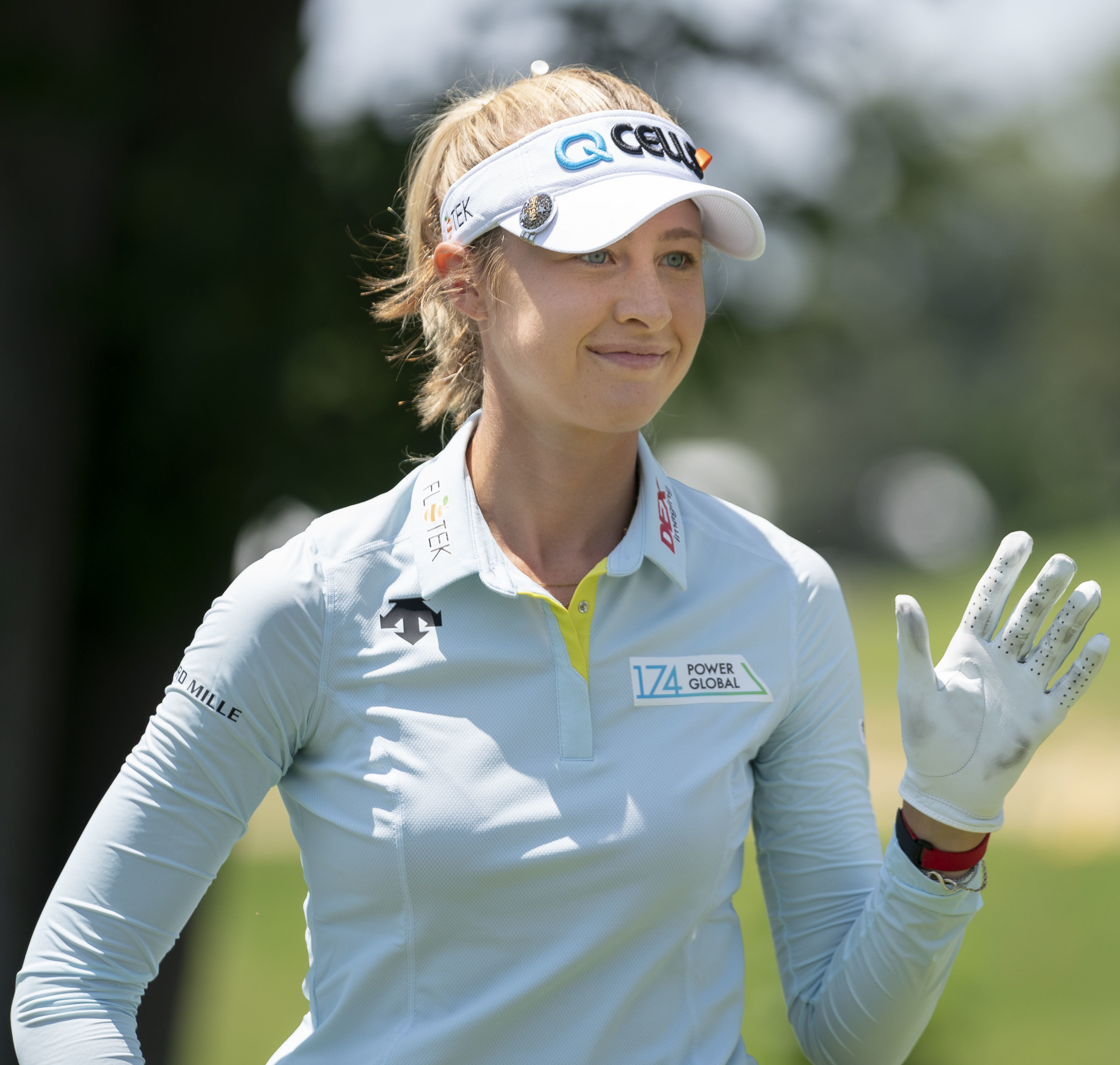
Nelly Korda (* 1998)

- Korda, Nino (* 1927), deutscher Schauspieler
- Korda, Petr (* 1968), tschechischer Tennisspieler
- Korda, Sebastian (* 2000), US-amerikanischer Tennisspieler
- Korda, Vincent (1896–1979), ungarischer Filmarchitekt
- Korda, Zoltan (1895–1961), ungarisch-britischer Filmregisseur
- Kordač, František (1852–1934), tschechoslowakischer Geistlicher, Erzbischof von Prag
- Kordahi, George (* 1950), libanesischer Politiker
- Kordan, Ali († 2009), iranischer Politiker
- Kordaß, Bernd (* 1959), deutscher Zahnmediziner und Hochschullehrer

### Korde
- Korde, Paul (1899–1985), deutscher Präsident des Posttechnischen Zentralamtes in Darmstadt
- Kordek, Radzisław (* 1962), polnischer Pathologe
- Kordel, Malick (* 2004), deutscher Basketballspieler
- Kördel, Sebastian (* 1990), deutscher Windsurfer
- Kordelin, Alfred (1868–1917), finnischer Unternehmer
- Kördell, Heinz (1932–2020), deutscher Fußballspieler
- Kordemski, Boris Anastassjewitsch (1907–1999), sowjetischer Mathematiker
- Kordenbusch von Buschenau, Georg Friedrich (1731–1802), deutscher Mediziner und Astronom
- Kordes, Alexandra (* 1969), deutsche Filmproduzentin und Kamerafrau
- Kordes, Berend (1762–1823), deutscher Bibliothekar
- Kordes, Meike (* 1973), deutsche Filmproduzentin
- Kordesch, Karl (1922–2011), österreichischer Chemiker und Erfinder
- Kordesch, Walter (* 1960), österreichischer Drehbuchautor und Schauspieler
- Kordestani, Omid (* 1963), iranisch-amerikanischer Informatiker und Unternehmer mit kurdischen WurzelnOmid Kordestani (* 1963)

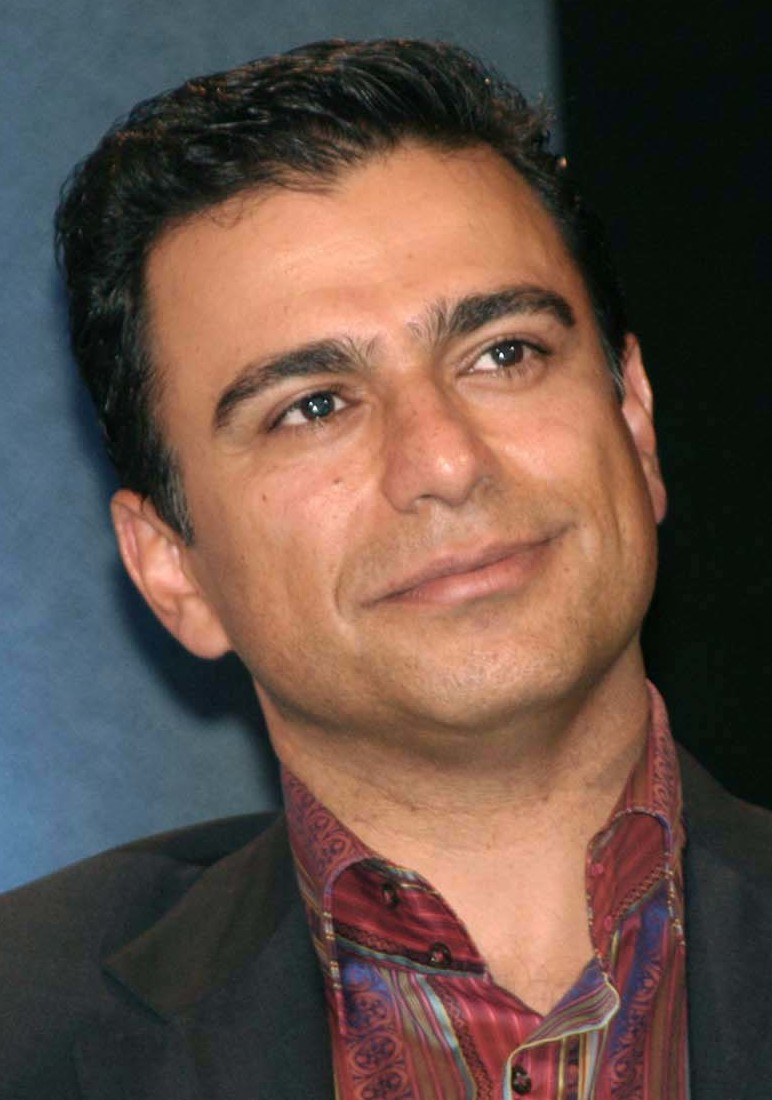
Omid Kordestani (* 1963)

- Kordetzky, Lars (* 1967), Schweizer experimenteller Architekt
- Kordež, Milena (* 1953), jugoslawische Skilangläuferin

### Kordf
- Kordfelder, Angelika (* 1955), deutsche Politikerin (SPD), Bürgermeisterin der Stadt Rheine
- Kordfunke, Herbert (* 1921), deutscher Fußballspieler

### Kordg
- Kordgien, Gustav (1838–1907), Germanist, Romanist

### Kordi
- Kordić, Ante (* 1992), kroatischer Fußballspieler
- Kordic, John (1965–1992), kanadischer Eishockeyspieler
- Kordić, Krešimir (* 1981), bosnischer Fußballspieler
- Kordić, Mario (* 1972), bosnischer Politiker
- Kordić, Martin (* 1983), deutscher SchriftstellerMartin Kordić (* 1983)

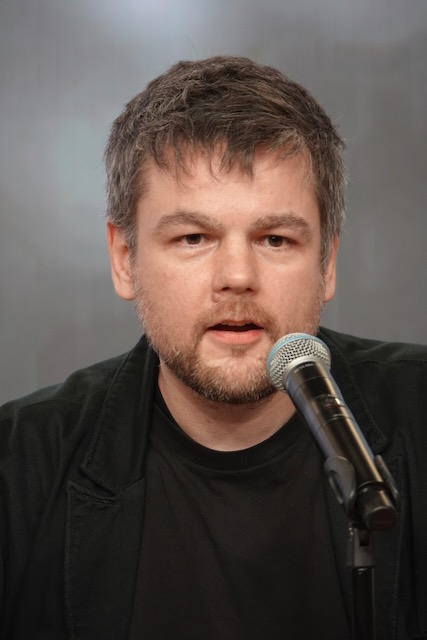
Martin Kordić (* 1983)

- Kordić, Snježana (* 1964), kroatische Sprachwissenschaftlerin
- Kordic, Stefan (* 2005), österreichischer Fußballspieler
- Kordić, Tina (* 1972), österreichische Pianistin und Klavierpädagogin bosnischer Herkunft
- Kordik, Hanna (* 1963), US-amerikanisch-österreichische Journalistin
- Kordina, Karl (1919–2005), österreich-deutscher Bauingenieur
- Körding, Herma (1927–2010), deutsche Malerin
- Körding, Konrad (* 1973), deutscher Physiker und Neurowissenschaftler

### Kordj
- Kordjuk, Oleksandr (* 1967), ukrainischer Experimentalphysiker
- Kordjum, Jelysaweta (1932–2024), ukrainische Astrobiologin und Hochschullehrerin

### Kordo
- Kordofani, Mohamed, sudanesischer Filmemacher
- Kordogiannis, Triantafyllos (* 1890), griechischer Säbelfechter
- Kordolaimi, Eleni (* 1993), griechische Tennisspielerin
- Kordon, Bernardo (1915–2002), argentinischer Journalist und Schriftsteller
- Kordon, Frido (1869–1944), österreichischer Schriftsteller und Alpinist
- Kordon, Klaus (* 1943), deutscher Schriftsteller im Bereich der Kinder- und JugendliteraturKlaus Kordon (* 1943)

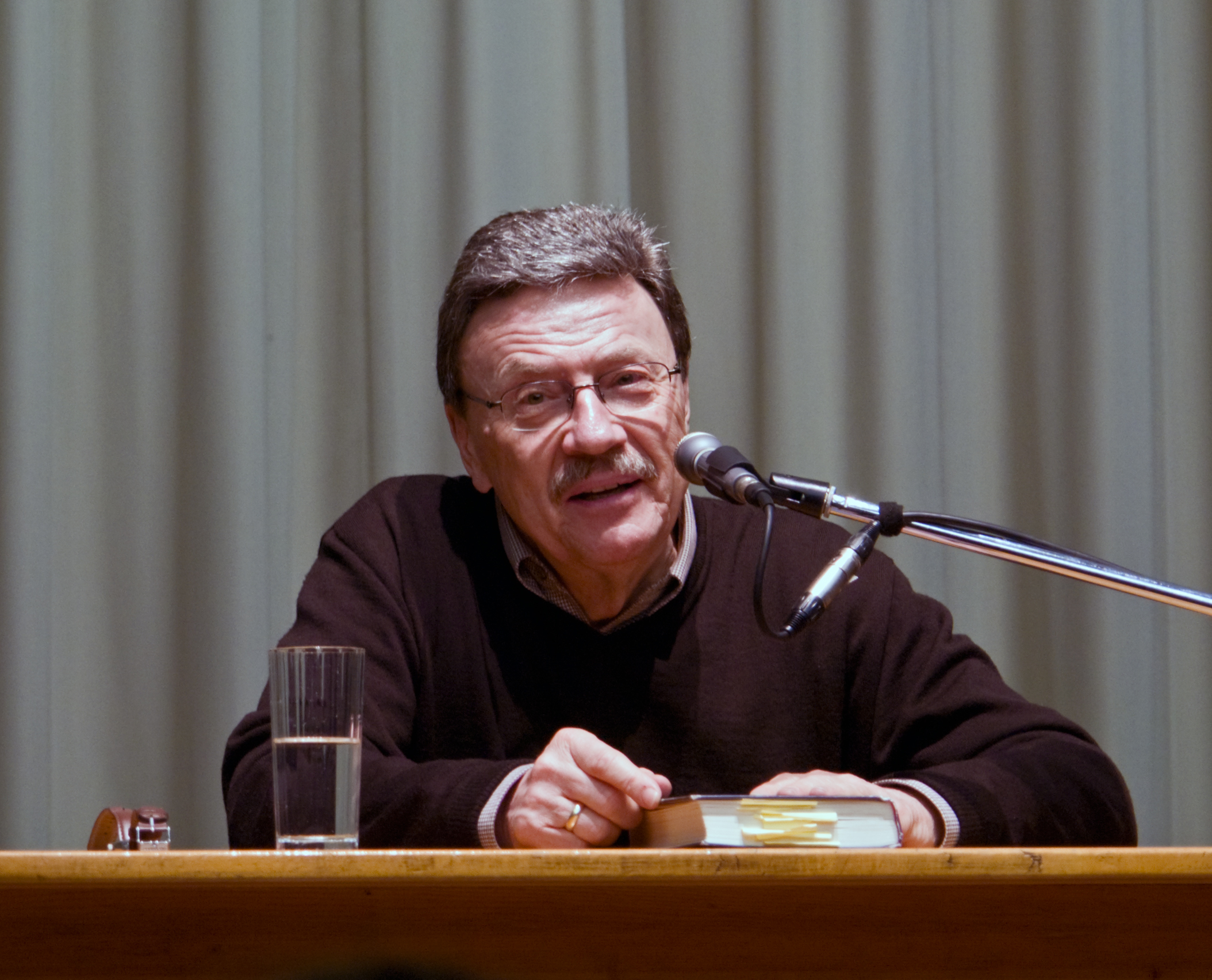
Klaus Kordon (* 1943)

- Kordon, Renate (* 1952), österreichische bildende Künstlerin
- Kordovská, Kamila (* 1997), tschechische Handballspielerin
- Kordowiecki, Marek (* 1962), polnischer Handballspieler und -trainer
- Kordowski, Gabriele (* 1953), deutsche Politikerin (CDU), MdL

### Kords
- Kordsaia-Samadaschwili, Anna (* 1968), georgische Autorin und Übersetzerin

### Kordt
- Kordt, Carolin (* 1984), deutsche Handballspielerin
- Kordt, Erich (1903–1969), deutscher Diplomat
- Kordt, Theodor (1893–1962), deutscher Diplomat
- Kordt, Walter (1899–1972), deutscher Theaterregisseur und Schriftsteller
- Kordts, Siegfried (1916–2014), deutscher Boxsportfunktionär und Richter

### Kordu
- Kordula, Michal (* 1978), tschechischer Fußballspieler
- Kordus, Gerhard (* 1913), deutscher Kaufmann und Politiker (LDPD), MdV

### Kordy
- Kordyaka, Bastian (* 1982), deutscher Basketballspieler
- Kordylewski, Kazimierz (1903–1981), polnischer Astronom
- Kordylion, Athenodoros, griechischer Philosoph und Anhänger der Stoa